# 1,1-Diiodoéthane
Le 1,1-diiodoéthane est un composé organique, qui appartient à la classe des halogénoalcanes. C'est un isomère du 1,2-diiodoéthane.

## Préparation
Le 1,1-diiodoéthane peut être obtenu par réaction du diazoéthane et de l'iode élémentaire. Le composé de départ pour la synthèse de diazoéthane est le chlorhydrate d'éthylamine, qui est converti en nitroso-éthyl-urée, :

## Propriété
Le point critique du 1,1-diiodoéthane est à une température de 723,89 K et une pression de 47,83 bar, le volume molaire vaut alors 317,5 ml·mol−1. L'enthalpie de vaporisation au point d'ébullition est 40,882 kJ/mol.